# Herbert Baldwin Foster

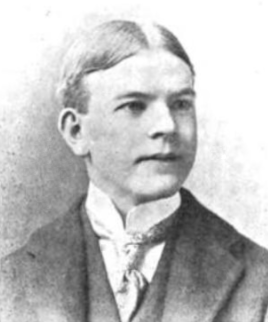

Herbert Baldwin Foster (* 12. November 1874 in Andover, Massachusetts; † 5. Juni 1906 in Pittsburgh) war ein US-amerikanischer Klassischer Philologe.

## Leben
Herbert Baldwin Foster studierte seit 1892 Klassische Philologie an der Harvard University, wo er 1895 den Bachelorgrad erreichte. Anschließend unterrichtete er kurze Zeit an der Schule. Ab 1897 setzte er seine Studien an der Johns Hopkins University fort, wo er 1900 promoviert wurde. Im selben Jahr wurde er als Acting Professor of Greek am St. Stephen’s College in Annandale-on-Hudson angestellt. Er vertrat dort den Professor John Charles Robertson. 1901 wechselte er als Professor of Greek an die University of South Dakota. Von 1904 bis 1905 vertrat er den Professor of Greek an der Lehigh University.
1905 wurde Foster als Professor of Greek and Latin am Central College, Missouri angestellt. Hier war er im selben Jahr Gründungsmitglied der Classical Association of the Middle West and South. Schon im nächsten Jahr starb er im Alter von 31 Jahren an Typhus in einem Krankenhaus in Pittsburgh.
Herbert Baldwin Foster verfasste die erste vollständige Übersetzung des Geschichtswerks von Cassius Dio in englischer Sprache. Sie erschien in vier Bänden unter dem Titel Dio’s Rome (1905–1906). Nach seinem Tod nahm Earnest Cary Fosters Übersetzung als Vorlage für seine zweisprachige Ausgabe in der Loeb Classical Library (neun Bände, 1914–1927). Die Fassung von Cary ist seitdem die am meisten verbreitete im englischsprachigen Raum.